# Mickeymast

Mickeymast im Jahr 2008

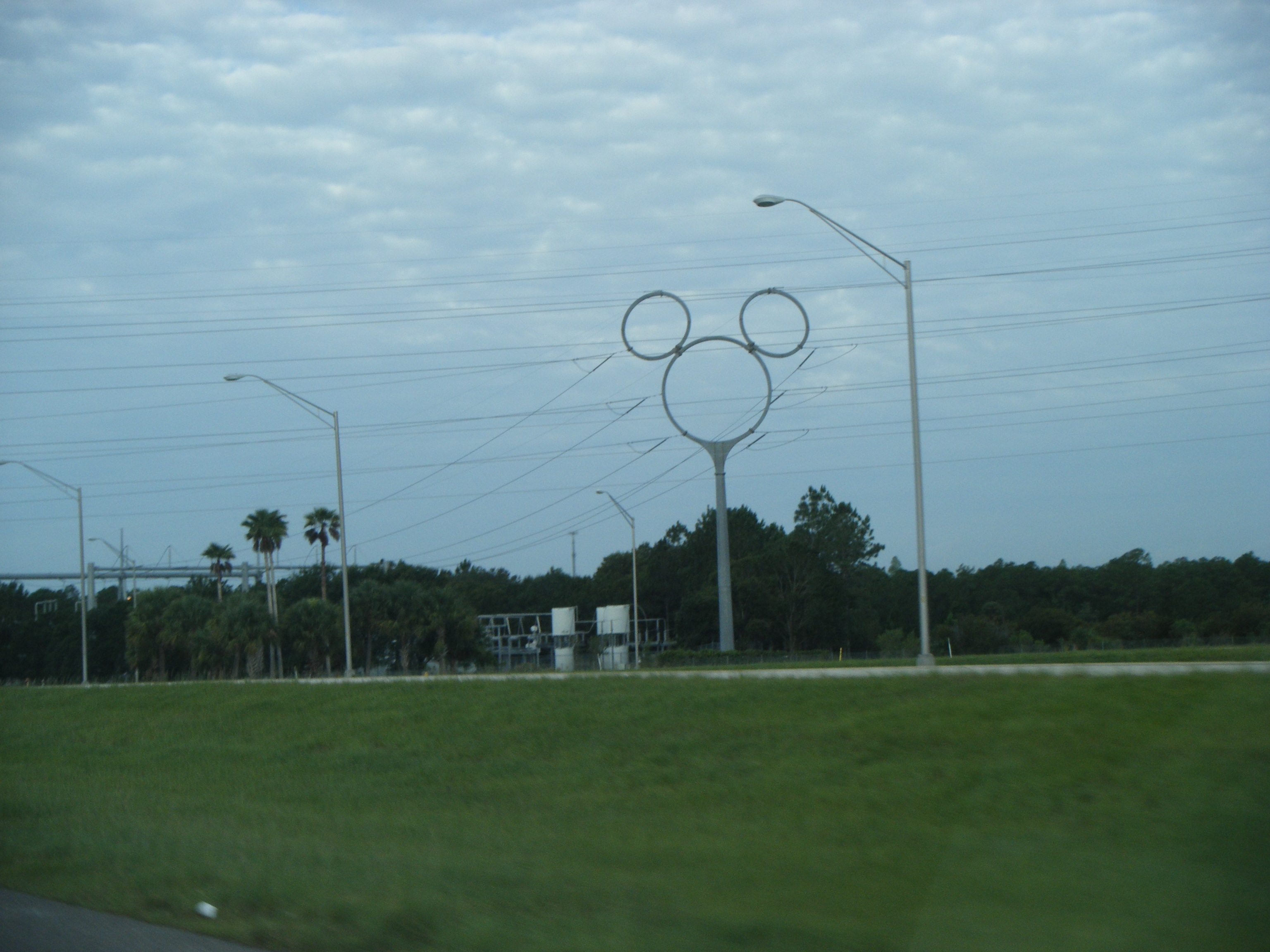
Mickeymast (2012)

Der Mickeymast ist ein 32 m hoher Abspannmast einer 230-kV-Freileitung vor dem Umspannwerk Osceola in Celebration, Florida, an der südlichen Zufahrtsstraße zum Walt Disney World Resort.
Er stellt eine stilisierte Micky Maus dar und besteht aus einem 21,3 m hohen Stahlrohr, auf dem sich ein kreisförmiger Stahlrohrring mit einem Durchmesser von 9,1 m befindet, an den zwei elliptische Stahlrohrringe mit Achsen von 5,5 m und 6,1 m angebracht sind. Der Mickeymast wurde von North American Pole Corp. (NAPCO), Dallas, Texas, USA und Bend-Tec of Duluth, Minnesota gefertigt, wobei letztere die Ringe fertigten. Der Mickeymast kann nachts beleuchtet werden. Hierfür sind an den Ringstrukturen Glasfaserkabel montiert, die über einen am Boden befindlichen Laser gespeist werden. Der Mickeymast wurde am 15. Februar 1996 fertiggestellt.